# 地段街
地段街是黑龙江省哈尔滨市道里区的一条马路。道路地势南高北低，道路地势最高点位于与霁虹街交界处。

## 历史
1899年，道路通车，由于初期道路仅有中东铁路工程局第九施工段驻扎于此，故被命名为地段街。1915年5月，改称希尔科夫王爵街。1920年，改回原名。
为改善道路拥堵等问题，自2009年11月1日起，地段街自工厂街至霁虹街段改为单向行车。

## 沿线设施
(由北至南)
- 哈尔滨歌剧院
- 兆麟小学
- 黑龙江省烟草专卖局
- 黑龙江省第二医院
- 哈尔滨市第一中学
- 哈尔滨市第一医院
- 透笼国际商品城
- 金太阳精品商城
- 哈尔滨圣·索菲亚教堂
- 黑龙江日报社